# Turøyna (Lindås)
Ne doit pas être confondu avec Turøyna.
Turøyna est une île dans le landskap Sunnhordland du comté de Vestland. Elle appartient administrativement à Lindås.

## Géographie
Rocheuse et couverte d'arbres, elle s'étend sur environ 545 m de longueur pour une largeur approximative maximale de 106 m. Elle compte deux habitations et deux quais d'amarrage.